# Addaura-Höhlen
Die Addaura-Höhlen (italienisch Grotte dell’Addaura) sind drei Höhlen an der Nordostflanke des Monte Pellegrino, vier Kilometer vom Zentrum der sizilianischen Stadt Palermo entfernt. Die dort 70 Meter über dem Meeresspiegel gefundenen Felsritzungen werden dem Epipaläolithikum zugeschrieben. Werkzeugfunde belegen die Nutzung der Höhlen im Paläolithikum. Die Funde werden im Museo Archeologico di Palermo aufbewahrt. Die Analyse von Kohlenstoffisotopen aus dort 1916 von Scaturro gefundenen Menschenknochen belegt, dass die Ernährung vor allem auf Land-Säugetieren beruhte. Die sechs Menschenknochen befanden sich im Museo Geologico “G.G. Gemmellaro”. Diese Knochen wurden auf 16.060–15.007 cal. BP datiert. Die Knochenfunde sind die ältesten auf Sizilien, die bisher datiert wurden. Analysen sizilianischer Tierknochen durch F. Martini und Mitarbeitern zeigten, dass überwiegend Rothirsche gefunden wurden.

Magdalenienfundstelle Nr. 48

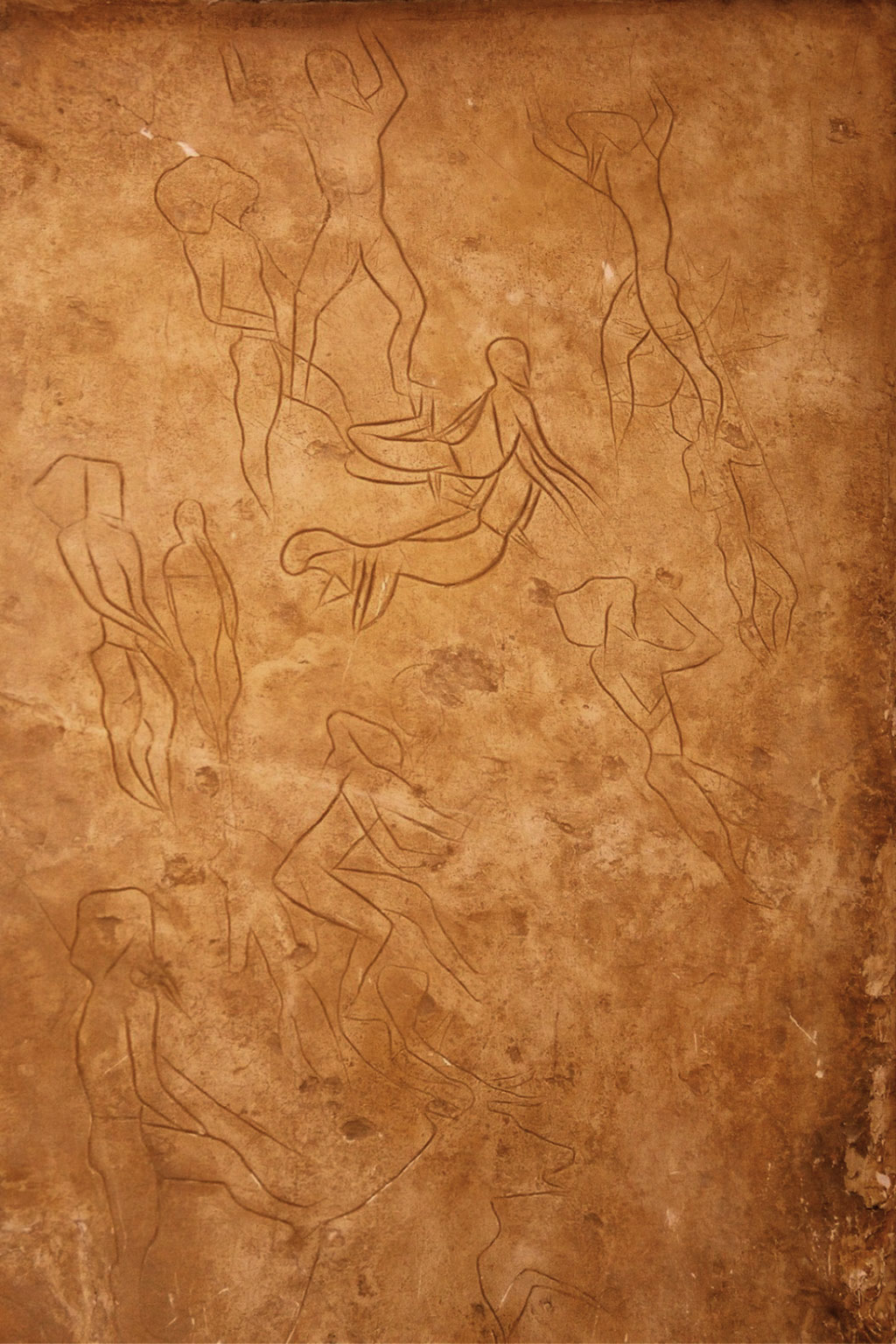
Nachbildung der Felsritzungen, Museo Regionale Archeologico in Palermo

Bereits vor dem Zweiten Weltkrieg konnten Paläontologen das Skelett eines Zwergelefanten identifizieren. Als die Alliierten die Höhlen 1943 als Sprengstoffdepot benutzten, kam es dort zu einer Explosion, in deren Folge die Felsritzungen freigelegt wurden. Sie wurden von Jole Bovio Marconi untersucht, die ab 1945 ihre Ergebnisse publizierte. Diese war von 1939 bis 1963 Superintendentin am örtlichen archäologischen Museum. Insgesamt fanden sich Gravierungen von 17 Menschen und 15 Tieren, vor allem Boviden.
Die Abbildungen wurden gelegentlich als Szenen aufgefasst, die Ausgräberin sah in ihnen Akrobaten. G. Bolzoni deutete sie 1985 als Hinrichtungen oder Opfer. Junge Männer, die in einer Szene gefesselt dargestellt wurden, wurden danach in einer anderen Szene als Leichen abtransportiert. Diese Deutung geht auf Alberto Carlo Blanc und Ginetta Chiappella zurück, die die Szene als Ritualmord durch Incaprettamento  deuteten. Erheblich zurückhaltender war im Jahr 2005 Jean Guilaine, der auch Initiationsrituale in Erwägung zog, wie es bereits Franco Mezzena getan hatte, und die Szene auf ein Alter von 12.000 bis 14.000 Jahren schätzte.
Belege für Ritualmorde durch Incaprettamento wurden vom forensische Pathologe Bertrand Ludes und dem biologischen Anthropologen Eric Crubézy entdeckt, als sie eine vor etwa 20 Jahren entdeckte neolithische Bestattung in Saint-Paul-Trois-Châteaux im Département Drôme in Südfrankreich und andere europäische Grabstätten erneut untersuchten.
Um die Höhlen wurde der Parco Archeologico dell' Addaura eingerichtet. Die Höhlen waren bis 1997 zugänglich, dann wurden sie wegen der Brüchigkeit der Decke und des schlechten Schutzes der Objekte in den Höhlen geschlossen. Mindestens bis 2008 wurden keinerlei Maßnahmen zur Sicherung der Höhlen durchgeführt.